# جداجد الملك
جداجد الملوك أو جداجد ويتا (الاسم العلمي: Anostostomatidae)، فصيلة حشرات من رتبة مستقيمات الأجنحة وفيلق جداجد أورشاليم.